# Địa lý Bỉ
Bỉ là một quốc gia liên bang nằm ở Tây Âu, giáp Biển Bắc. Bỉ giáp Pháp (556 km), Đức (133 km), Luxembourg (130 km) và Hà Lan (478 km). Bỉ bao gồm các vùng Vlaanderen, Wallonie và Bruxelles.

## Thông tin chung
Tổng nguồn nước tái tạo: 18,3 cu km (2011)
Thu hồi nước ngọt (trong nước/công nghiệp/nông nghiệp):
tổng: 6,22 cu km/năm (12%/88%/1%)
bình quân đầu người: 589,8 cu m/năm (2007)
Thảm họa thiên nhiên:
lũ lụt là mối đe dọa ở khu vực đất ven biển khai hoang được bảo vệ khỏi biển bởi các đê bê tông
Lưu ý - Địa lý: nơi giao nhau của Tây Âu; phần lớn các thủ đô của Tây Âu trong khoảng 1.000 km từ Brussels là khu vực của cả EU và NATO
Khoảng cách dài nhất: 280 km đông nam-tây bắc/ 222 km đông bắc-tây nam

## Khu vực

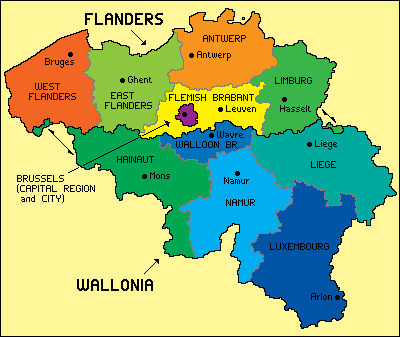
Bản đồ các khu vực của người Bỉ và các tỉnh.

Bỉ có diện tích 30.528 km², với Wallonie là 16.844 km², Vlaanderen là  13.522 km² và 161 km² của vùng Bruxelles. Theo các tỉnh, những khu vực được phân bổ như sau:
- Luxembourg: 4.440 km²
- Liège: 3.862 km²
- Hainaut: 3.786 km²
- Namur: 3.666 km²
- West-Vlaanderen: 3.144 km²
- Oost-Vlaanderen: 2.982 km²
- Antwerpen: 2.867 km²
- Limburg: 2.422 km²
- Vlaams-Brabant: 2.106 km²
- Walloon Brabant: 1.091 km²

Để có tổng diện tích của Bỉ, bề mặt của vùng Thủ đô Brussels cần được thêm vào danh sách, vì Brussels không còn ở bất kỳ tỉnh nào của Bỉ nữa kể từ khi tỉnh Brabant bị chia cắt. Bỉ cũng có 3.462 km vuông lãnh hải biển ở biển Bắc. Vào ngày 29 tháng 5 năm 2000, Hà Lan đã cấp 2.000 mét vuông đất cho Bỉ (một mảnh đất ở Zelzate dọc theo Kênh Ghent-Terneuzen).
So với các nước khác, Bỉ lớn gấp 1,5 lần so với xứ Wales ở Vương quốc Anh và tương đương kích thước của Maryland ở Hoa Kỳ. Bỉ thực sự được sử dụng như một đơn vị đo lường bất thường khi so sánh kích thước quốc gia.
Vào tháng 11 năm 2016, Bỉ và Hà Lan đã đồng ý nhượng những mảnh đất nhỏ, không có người ở để phản ánh một sự thay đổi trong dòng sông Meuse (hoặc Maas, tiếng Hà Lan). Việc hoán đổi đất sẽ có hiệu lực từ năm 2018.

## Địa lý vật lý

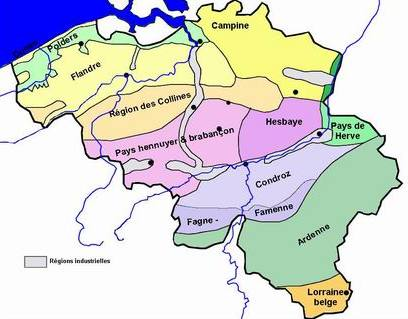
Các khu vực tự nhiên của Bỉ

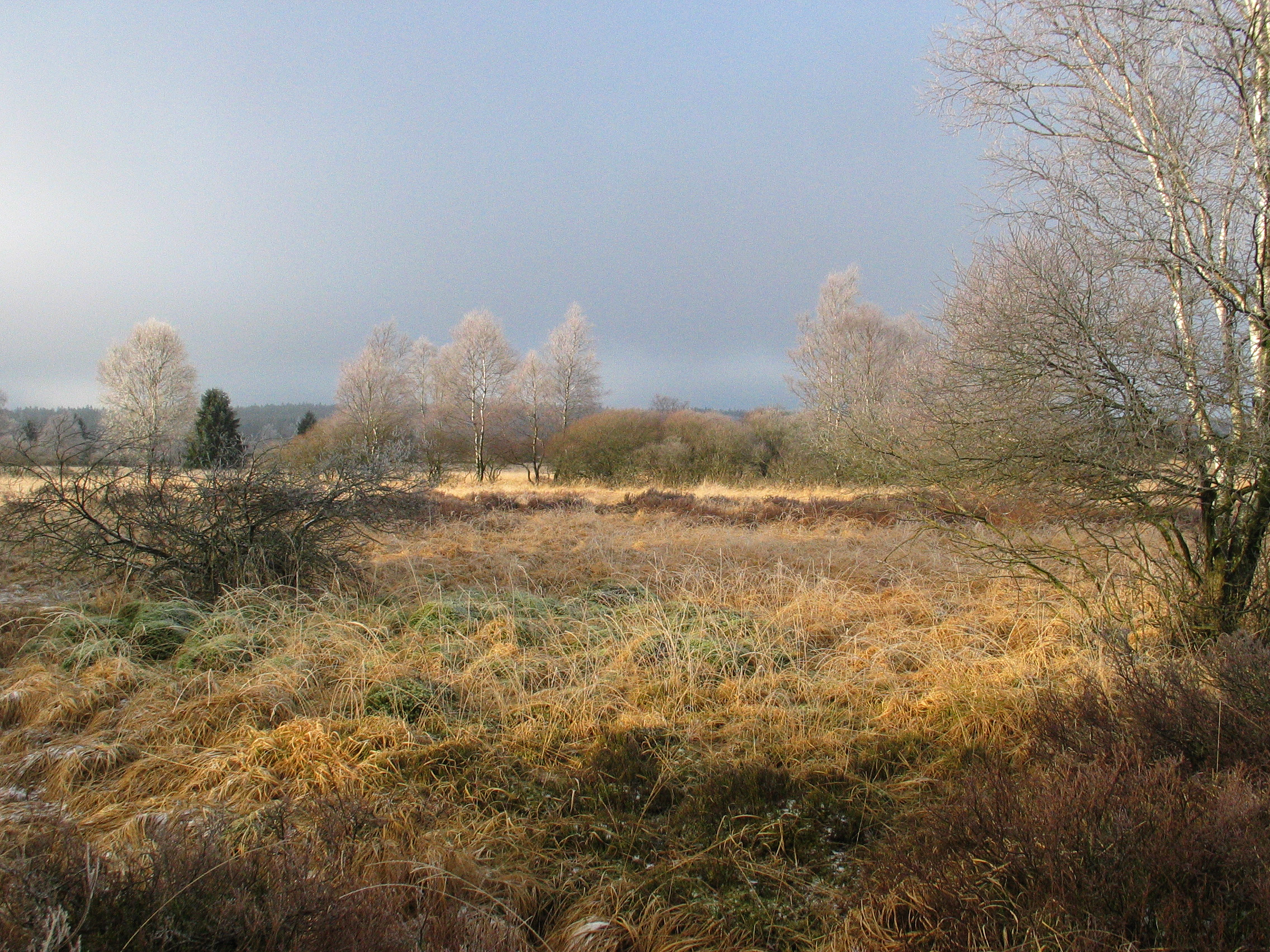
Cảnh quan ở Hautes Fagnes, ở Ardennes

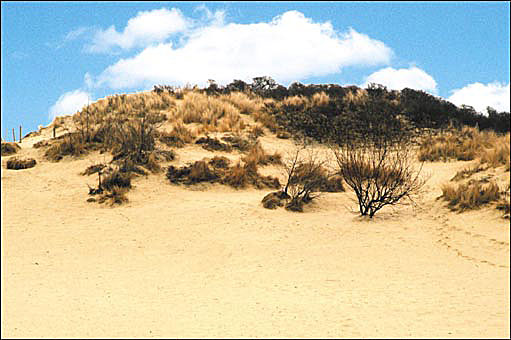
Cồn cát ở Koksijde, ở Biển Bắc

Bỉ có ba vùng địa lý chính: đồng bằng ven biển ở phía tây bắc, cao nguyên trung tâm và vùng cao nguyên Ardennes ở phía đông nam. Đồng bằng ven biển bao gồm chủ yếu là các cồn cát và đất thấp có đê bọc. Đất thấp có đê bọc là khu vực đất liền, gần hoặc dưới mực nước biển đã được khai hoang từ biển, từ đó chúng được bảo vệ bởi đê hoặc, xa hơn nữa trong đất liền, bởi các cánh đồng đã được thoát nước bằng kênh rạch. Vùng địa lý thứ hai, cao nguyên trung tâm, nằm sâu trong nội địa. Đây là một khu vực phẳng, cao dần, có nhiều thung lũng màu mỡ và được tưới nhiều đường thủy. Ở đây người ta cũng có thể tìm thấy vùng đất khó khăn hơn, bao gồm các hang động và hẻm núi nhỏ. Khu vực địa lý thứ ba, được gọi là Ardennes, gồ ghề hơn hai khu vực đầu tiên. Nó là một cao nguyên dày đặc rừng, nhiều đá và không tốt cho nông nghiệp, kéo dài vào miền bắc nước Pháp và ở Đức, nơi nó được đặt tên là Eifel. Đây là nơi có nhiều động vật hoang dã của Bỉ có thể được tìm thấy. Điểm cao nhất của Bỉ, Signal de Botrange nằm trong khu vực này chỉ có 694 mét (2.277 ft). Bỉ có khá ít hồ tự nhiên và không có hồ kích thước lớn nào.
Các khu vực tự nhiên đáng chú ý bao gồm Ardennes, Campine và High Fens.

### Các sông và hồ
Toàn bộ dòng chảy của Bỉ được chảy vào Biển Bắc, ngoại trừ khu đô thị Momignies (Macquenoise), được thoát ra từ dòng sông Oise vào eo biển Manche. Ba con sông chính chảy ra biển: Scheldt (200 km ở Bỉ, 350 km trong tổng số), sông Meuse (183 km ở Bỉ, 925 km trong tổng số) và Yser (50 km ở Bỉ, 78 km trong tổng số). Các con sông khác là Rupel, Senne, Sambre, Lesse, Ourthe, Lys và Dijle. Các hồ chính gồm có Hồ Genval, hồ Bütgenbach, Hồ Eau d'Heure, Hồ Gileppe, Hồ Eupen và Hồ Robertville.

### Đường thủy nhân tạo
Bỉ cũng có nhiều tuyến đường thủy hoặc kênh đào nhân tạo, trong số đó có kênh đào Brussels-Scheldt Maritime Canal, Kênh Brussels-Charleroi, Canal du Centre và kênh Albert.

### Khí hậu
Khí hậu Bỉ, như hầu hết tây bắc châu Âu, là khí hậu đại dương, với lượng mưa đáng kể trong tất cả các mùa (Phân loại khí hậu Köppen: Cfb; nhiệt độ trung bình là . doi:10.5194/hess-11-1633-2007. {{Chú thích tạp chí}}: Chú thích magazine cần |magazine= (trợ giúp); |title= trống hay bị thiếu (trợ giúp)Quản lý CS1: DOI truy cập mở nhưng không được đánh ký hiệu (liên kết)|tựa đề= trống hay bị thiếu (trợ giúp)
trong tháng 1 và 18 °C (64,4 °F) trong tháng bảy, lượng mưa trung bình là 65 mm (2,6 in) trong tháng 1 và 78 mm (3,1 in) trong tháng bảy. Bỉ thường có mùa đông lạnh nhưng nhiệt độ thấp như 16 tuổi °C (3 °F) đã được ghi nhận và mùa hè ấm áp thoải mái nhưng nhiệt độ có thể thỉnh thoảng tăng cao đến 30 °C (86 °F).

### Núi và đồi
Điểm cao nhất của Bỉ là Signal de Botrange ở độ cao 694 m so với mực nước biển. Những ngọn đồi khác ở Bỉ bao gồm Kemmelberg (cao 159 m) và Koppenberg (cao 77 m) đều được biết đến như là một phần của tuyến đường vòng của Gent-Wevelgem và Tour of Flanders tương ứng.

### Điểm cực

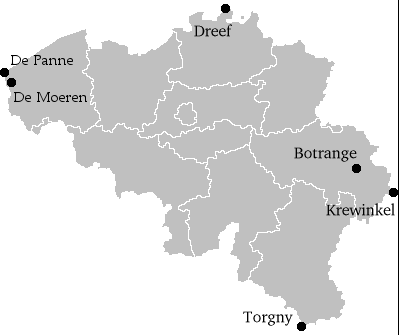
Cực điểm của người Bỉ

Đây là danh sách các điểm cực của Bỉ, những điểm xa hơn về phía bắc, nam, đông, tây, cao hay thấp so với bất kỳ địa điểm nào khác.
- Điểm cực bắc — Dreef, khu tự quản thuộc Hoogstraten, Antwerp
- Điểm cực nam — Torgny, khu tự quản thuộc Rouvroy, Luxembourg
- Điểm cực tây — De Panne, West-Vlaanderen
- Điểm cực đông — Krewinkel, khu tự quản thuộc Büllingen, Liège
- Điểm cao nhất — Signal de Botrange (694 m)
- Điểm thấp nhất — De Moeren (-3 m)

Viện địa lý quốc gia Bỉ đã tính toán rằng điểm trung tâm của Bỉ nằm ở tọa độ 50°38′28″B 4°40′5″Đ / 50,64111°B 4,66806°Đ, ở Nil-Saint-Vincent-Saint-Martin trong khu tự quản thuộc Walhain.

## Tài nguyên thiên nhiên
Tài nguyên thiên nhiên ở Bỉ bao gồm vật liệu xây dựng, cát silic và cacbonat. Bỉ từng có mỏ than. Tính đến năm 2012, việc sử dụng đất như sau:
- Đất canh tác: 26,49%
- Đất trồng cây lâu năm: 0,79%
- Khác: 72,72%

Tính đến năm 2007, diện tích đất được tưới tiêu uớc tính là 233,5 km².

## Môi trường
Do mật độ dân số cao và vị trí ở trung tâm Tây Âu, Bỉ phải đối mặt với những vấn đề môi trường nghiêm trọng. Một báo cáo năm 2003  cho rằng nước ở các con sông của Bỉ có chất lượng thấp nhất ở châu Âu, và đáy của 122 quốc gia được nghiên cứu. Môi trường tiếp xúc với áp lực từ các hoạt động của con người: đô thị hóa, mạng lưới giao thông dày đặc, công nghiệp, chăn nuôi và trồng trọt; ô nhiễm không khí và nước cũng gây hậu quả cho các nước láng giềng; những bất trắc liên quan đến trách nhiệm của liên bang và khu vực (nay đã được giải quyết) đã làm chậm tiến bộ trong việc giải quyết những thách thức về môi trường.

## Các thành phố
Các thành phố chính ở Bỉ về dân số là Bruxelles, Antwerpen, Gent, Charleroi và Liège. Các thành phố đáng chú ý khác bao gồm Brugge, Namur, Leuven, Mons và Mechelen.

## Bên ngoài đường dẫn
- Map of Belgium from lib.utexas.edu